# Peromyscus aztecus
Peromyscus aztecus és una espècie de mamífer rosegador de la família dels cricètids. Viu a altituds d'entre 500 i 3.200 msnm a El Salvador, Guatemala, Hondures i Mèxic. El seu hàbitat natural són les vores dels boscos humits d'altiplà, així com la seva vegetació secundària. És una espècie en risc mínim, és a dir, no sembla que hi hagi cap amenaça significativa per a la seva supervivència. El seu nom específic, aztecus, significa ‘asteca’ en llatí.